# Scottish First Division 1996/97
Die Scottish Football League First Division wurde 1996/97 zum 22. Mal als nur noch zweithöchste schottische Liga unter diesem Namen ausgetragen. In der zweithöchsten Fußball-Spielklasse der Herren in Schottland traten in der Saison 1996/97 10 Klubs in insgesamt 36 Spieltagen gegeneinander an. Jedes Team spielte jeweils viermal gegen jedes andere Team. Bei Punktgleichheit zählte die Tordifferenz.
Die Meisterschaft gewann der FC St. Johnstone, der sich damit gleichzeitig die Teilnahme an der Premier Division-Saison 1997/98 sicherte. Der Airdrieonians FC verlor als Vizemeister in der Aufstiegs-Relegation gegen Hibernian Edinburgh. Absteigen in die Second Division mussten der FC Clydebank und FC East Fife. Torschützenkönig mit 19 Treffern wurde Roddy Grant vom FC St. Johnstone.

## Statistiken

### Abschlusstabelle
| Pl. | Verein              | Sp. | S  | U  | N  | Tore    | Diff. | Punkte |
| --- | ------------------- | --- | -- | -- | -- | ------- | ----- | ------ |
| 1.  | FC St. Johnstone    | 36  | 24 | 8  | 4  | 074:230 | +51   | 80     |
| 2.  | Airdrieonians FC    | 36  | 15 | 15 | 6  | 056:340 | +22   | 60     |
| 3.  | FC Dundee           | 36  | 15 | 13 | 8  | 047:330 | +14   | 58     |
| 4.  | FC St. Mirren       | 36  | 17 | 7  | 12 | 048:410 | +7    | 58     |
| 5.  | FC Falkirk (A)      | 36  | 15 | 9  | 12 | 042:390 | +3    | 54     |
| 6.  | Partick Thistle (A) | 36  | 12 | 12 | 12 | 049:480 | +1    | 48     |
| 7.  | Stirling Albion (N) | 36  | 12 | 10 | 14 | 054:610 | −7    | 46     |
| 8.  | Greenock Morton     | 36  | 12 | 9  | 15 | 042:410 | +1    | 45     |
| 9.  | FC Clydebank        | 36  | 7  | 7  | 22 | 031:590 | −28   | 28     |
| 10. | FC East Fife (N)    | 36  | 2  | 8  | 26 | 028:920 | −64   | 14     |

Platzierungskriterien: 1. Punkte – 2. Tordifferenz – 3. geschossene Tore – 4. Direkter Vergleich (Punkte, Tordifferenz, geschossene Tore)
| Saison 1996/97 |

| Zum Saisonende 1995/96 |                                       |
| (A)                    | Absteiger aus der Premier Division    |
| (N)                    | Neuaufsteiger aus der Second Division |

## Relegation
Teilnehmer an den Relegationsspielen waren der Airdrieonians FC aus der diesjährigen First Division, sowie der Tabellenneunte der Premier Division, Hibernian Edinburgh. Die Hibs setzten sich im Duell durch und verblieben in der Premier Division.
Die Spiele wurden am 17. und 22. Mai 1997 ausgetragen.
|                     | Gesamt |                  | Hinspiel | Rückspiel |
| ------------------- | ------ | ---------------- | -------- | --------- |
| Hibernian Edinburgh | 5:2    | Airdrieonians FC | 1:0      | 4:2       |